# Belarussische Meisterschaft (Handball)
Die belarussische Handballmeisterschaft ist ein seit der Saison 1992/93 jährlich ausgetragener Handballwettbewerb. Rekordmeister ist Brest GK Meschkow mit 15 Titeln.
Der belarussische Meister ist für die EHF European League qualifiziert, kann aber bei der EHF eine Wildcard für die EHF Champions League beantragen. Der zweit- und drittplatzierte Verein nimmt am EHF European Cup teil.
Nach dem russischen Überfall auf die Ukraine 2022 wurden alle belarussischen und russischen Vereine von allen Europapokalwettbewerben bis auf Weiteres ausgeschlossen.

## Mannschaften 2017/2018
| Mannschaft          | Stadt   | Halle                               | Plätze |
| ------------------- | ------- | ----------------------------------- | ------ |
| Brest GK Meschkow   | Brest   | Universal Sports Complex "Victoria" | 3.740  |
| SKA Minsk           | Minsk   | Sports Palace "Uruchje"             | 3.000  |
| HC Homel            | Homel   | GRCOR for game's types of sports    |        |
| Kronon Grodno       | Grodno  | Sports Complex "Victoria"           |        |
| Masheka Mogilev     | Mogilev | SC "Olympian"                       |        |
| Vityaz Minsk        | Minsk   | RCOR                                |        |
| Brest HC Meschkow 2 | Brest   | Universal Sports Complex "Victoria" | 3.740  |
| RCOR                | Minsk   | RCOR                                |        |
| SKA-RGUOR Minsk     | Minsk   | Sports Palace "Uruchje"             | 3.000  |
| SKA-Surovov         | Minsk   | Sports Palace "Uruchje"             | 3.000  |
| HC Homel 2          | Homel   | GRCOR for game's types of sports    |        |
| Kronon Grodno 2     | Grodno  | Sports Complex "Victoria"           |        |

## Meister
| Mannschaft          | Titel | Jahre                                                                                          |
| ------------------- | ----- | ---------------------------------------------------------------------------------------------- |
| Brest GK Meschkow   | 16    | 2004, 2005, 2006, 2007, 2008, 2014, 2015, 2016, 2017, 2018, 2019, 2020, 2021, 2022, 2023, 2024 |
| SKA Minsk           | 10    | 1993, 1994, 1995, 1996, 1997, 1998, 1999, 2000, 2001, 2025                                     |
| HC Dinamo Minsk     | 5     | 2009, 2010, 2011, 2012, 2013                                                                   |
| SKA Minsk Region    | 1     | 2002                                                                                           |
| RZOP-Arkatron Minsk | 1     | 2003                                                                                           |